# Jitka Sedláčková
Jitka Sedláčková (* 18. března 1961 Praha) je česká herečka.
V dětství hrála na klavír a navštěvovala dramatický kroužek. Po gymnáziu vystudovala DAMU. První angažmá získala v Činoherním studiu v Ústí nad Labem. Než natrvalo zakotvila v Praze, účinkovala ještě v Národním divadle v Brně. V roce 1989 se stala členkou divadla pod Palmovkou.
Jejím partnerem je restauratér Pavel Töpfer.

## Filmografie
- 2025: Holka od vedle
- 2025: ZOO Nové začátky
- 2022: Zoo
- 2019: Špindl 2
- 2017: Špindl
- 2016: Polda (Vanda)
- 2013: Babovřesky ...aneb z dopisu venkovské drbny
- 2013: Tři bratři
- 2012: Ententýky
- 2010: Ach, ty vraždy!
- 2010: Cukrárna
- 2010: Zázraky života
- 2009: Dešťová víla
- 2009: Šejk
- 2009: Vyprávěj
- 2008: Comeback
- 2008: Černá sanitka
- 2008: Nebe a Vincek
- 2007: Světla pasáže
- 2006: Místo v životě
- 2006: To horké léto v Marienbadu
- 2004: Hop nebo trop (účetní Jarmila)
- 2004: Pojišťovna štěstí
- 2004: Redakce
- 2003: Nemocnice na kraji města po dvaceti letech
- 2001: Mach, Šebestová a kouzelné sluchátko
- 2001: O ztracené lásce
- 1999: Hotel Herbich
- 1998: Co chytneš v žitě
- 1995: Detektiv Martin Tomsa
- 1994: La Patience de Maigret
- 1993: Česká soda
- 1991: Discopříběh 2
- 1991: Maigretův první případ
- 1988: Chirurgie